# Disporum bodinieri
Disporum bodinieri là một loài thực vật có hoa trong họ Măng tây. Loài này được (H.Lév. & Vaniot) F.T.Wang & Tang mô tả khoa học đầu tiên năm 1949.